# Der Mond von Wanne-Eickel
Der Mond von Wanne-Eickel ist ein deutscher Schlager der Band Friedel Hensch und die Cyprys, der erstmals 1962 veröffentlicht wurde.
Bei dem Lied handelt es sich um eine deutsche Fassung des französischen Tangos Un clair de lune à Maubeuge von Pierre Perrin. Der deutsche Text stammt von Ernst Bader. Der Name der Stadt wurde gewählt, da sich Friedel Hensch und die Cyprys gerade zu einer Autogrammstunde in Wanne-Eickel befanden. Anfangs von den Stadtoberen eher negativ aufgenommen, erkannten sie bald das werbewirksame Potenzial des Liedes. Die ursprüngliche Platte erschien mit der B-Seite Was macht der Mann da auf der Veranda? bei Polydor. Anfang der 1970er Jahre wurde der „Mond-Song“ zusammen mit Gedichten von Fred Endrikat (gesprochen von Ernst Schröder) wiederveröffentlicht.
Nach dem Lied wurde das Volkstheater im Saalbau in Wanne-Eickel „Mondpalast von Wanne-Eickel“ benannt. Auch ein Likör der Brennerei Eicker & Callen trägt den Namen Der Mond von Wanne-Eickel. Der Liedtitel kommt vor im Text des BAP-Songs "Frau, ich freu mich", der 1981 auf dem Album Für usszeschnigge! erschien.